# Хантер, Уилли
Уильям Хантер (англ. William Hunter; 14 февраля 1940, Эдинбург — 4 августа 2020) — шотландский футболист и футбольный тренер, играл на позиции флангового нападающего.

## Биография

### Игровая карьера
Хантер присоединился к клубу «Мотеруэлл», за который дебютировал в октябре 1957 года в матче чемпионата Шотландии против «Фалкирка»; тот матч завершился победой «Фалкирка» со счётом 5:2. В своём дебютном сезоне Хантер сыграл за «Мотеруэлл» 11 матчей, пытаясь закрепиться в основном составе. Летом 1958 года произошло омоложение команды, когда «Мотеруэлл» покинули три футболиста, выигравшие с этой командой в 1952 году Кубок Шотландии. Хантер закрепился в основном составе и был одним из ключевых игроков команды, пока в октябре 1962 года в матче с «Селтиком» не получил перелом предплечья и выбыл на длительный срок. Вернувшись в строй, Хантер уже не смог вернуться к прежней форме и вскоре вновь получил травму. Всего за «Мотеруэлл» Хантер сыграл 229 матчей и забил 40 голов.
В 1967 году Хантер отправился в США, в течение одного сезона играл за «Детройт Кугарс». После расформирования команды вернулся в Шотландию и присоединился к клубу «Хиберниан», за который играл в течение трёх сезонов. В «Хибс» он не стал лидером атаки, поскольку на его позиции играл его бывший одноклубник по «Мотеруэллу» Пэт Куинн.
В 1971 году уехал в ЮАР, где играл за «Хелленик» и «Кейптаун Сити» и в 1975 году закончил игровую карьеру.

### Тренерская карьера
Работал главный тренером команд «Куин оф зе Саут» и «Инвернесс».

### Смерть
Скончался 4 августа 2020 года в возрасте 80 лет.